# Saint-Germain-près-Herment

Saint-Germain-près-Herment este o comună în departamentul Puy-de-Dôme, Franța. În 1 ianuarie 2022 avea o populație de 62 de locuitori.